# Litochoro
Litochoro (gr. Λιτόχωρο, co oznacza kamienne miejsce, miejsce skał) – miejscowość w Grecji, w administracji zdecentralizowanej Macedonia-Tracja, w regionie Macedonia Środkowa, w jednostce regionalnej Pieria. Siedziba gminy Dion-Olimp. W 2011 roku liczyła 6995 mieszkańców. Leży około 90 km na południe od Salonik. Litochoro jest także nazwą stacji na trasie linii kolejowej Saloniki - Larisa.
W okresie heroicznych walk wyzwoleńczych w Litochoro mieściło się tureckie więzienie o ponurej sławie. Na usta całej Grecji więzienie to trafiło jednak po głośnej akcji byłych partyzantów ELAS, przeprowadzonej w marcu 1946 roku. Bojownicy uwolnili wtedy swych więzionych tu i torturowanych kolegów, wcześniej bohaterów narodowego ruchu oporu.
Dziś miejsce byłego więzienia zagospodarowano jako teren spacerowy, stoi tu także hotel, obiekty gastronomii i pomieszczenia organizacji gminnych. Na miejscu dawnego dziedzińca więziennego powstał punkt widokowy na bogate przyrodniczo koryto strumienia, a dalej w stronę góry Olimp na wschodnie ściany masywu oraz główne szczyty. Nieco poniżej dawnego więzienia, w stylowo odrestaurowanych budynkach nad strumieniem, mieści się zarząd Parku Narodowego Olimpu, punkt EMAK, i tonące wiosną w kwiatach punkty restauracyjne. Miasto posiada też niedrogie zaplecze turystyczne, jednak nie tak rozbudowane, jak zasługiwałoby na to położenie miejscowości. Niedaleko w stronę morza ciągnie się tzw. Riwiera Olimpijska, z jej bogatą bazą noclegową.
To głównie tędy zmierzają turyści wybierający się na szczyt Olimpu. Poza okresem zalegania śniegu, który może na tej wysokości padać od października do kwietnia, bezpieczną asfaltową drogą można dojechać z Litochoro aż do uroczyska Prionia, leżącego głęboko w masywie Olimpu. Znajduje się tam stylowy punkt gastronomiczny i stacja służby EMAK.
W centrum Litochoro mieści się Muzeum Morskie. W tym samym zespole gmachów publicznych, położonym w parku miejskim, trwa budowa międzynarodowego centrum koferencyjnego. O 8 km od Litochoro leży starożytny Dion i Państwowe Muzeum Archeologiczne, jedno z najważniejszych w Grecji.